# Niebendorf-Heinsdorf
Niebendorf-Heinsdorf è una frazione della città tedesca di Dahme/Mark.

## Storia
Il comune di Niebendorf-Heinsdorf venne aggregato nel 2003 alla città di Dahme/Mark.